# Lasserre-de-Prouille
Lasserre-de-Prouille è un comune francese di 246 abitanti situato nel dipartimento dell'Aude nella regione dell'Occitania.

## Società

### Evoluzione demografica
Abitanti censiti